# Kathujuganapalli
Kathujuganapalli è una suddivisione dell'India, classificata come census town, di 15.488 abitanti, situata nel distretto di Dharmapuri, nello stato federato del Tamil Nadu. In base al numero di abitanti la città rientra nella classe IV (da 10.000 a 19.999 persone).

## Geografia fisica
La città è situata a 12° 30' 48 N e 78° 11' 04 E.

## Società

### Evoluzione demografica
Al censimento del 2001 la popolazione di Kathujuganapalli assommava a 15.488 persone, delle quali 7.866 maschi e 7.622 femmine. I bambini di età inferiore o uguale ai sei anni assommavano a 1.818, dei quali 955 maschi e 863 femmine. Infine, coloro che erano in grado di saper almeno leggere e scrivere erano 11.268, dei quali 6.233 maschi e 5.035 femmine.